# Derek Boshier
Derek Boshier (Portsmouth, 19 de junio de 1937-Los Ángeles, 5 de septiembre de 2024) fue un artista británico. 

## Vida
Entre 1953 y 1957 estudió en Yeovil School of Art. Después de realizar el servicio militar, destinado en Haslemere, acabó sus estudios en el Royal College of Art (1959-1962). 

### Estilo
Derek Bossier aportó al arte pop británico una sólida vertiente satírica que diferencia su obra de la de sus compañeros de estudios del Royal Collage of Art. Sus pinturas de 1961-1962 contenían abundantes referencias a los asuntos de actualidad, sobre todo aquellos que tenían una dimensión política, como la carrera espacial entre Estados Unidos y la Unión Soviética. Productos de consumo como la Pepsi-Cola aparecían en su obra no como celebración de la cultura popular, sino como prueba de los insidiosos avances de las empresas internacionales y el proceso de americanización. Un conjunto de obras de 1962 creadas para la campaña de una nueva pasta de dientes analizaba el poder del queso de manipulación de la publicidad y de la consiguiente pérdida de la identidad individual. La cáustica interpretación que hizo Bossier de los medios de comunicación de masas y sus característicos “Hombres hechos a medida” –figuras que parecen haber sido recortadas y después reconstruidas como si de un rompecabezas se tratara, o bien como si hubieran sido sometidas a un proceso de desintegración– proceden directamente de su lectura de las obras de pensadores como Marshall McLuhan y John Kenneth Galbraith. 
La etapa pop del artista fue breve. Las pinturas que creó en India durante 1962-1963, cuya práctica totalidad fue destruida accidentalmente hacia el final de su estancia en dicho país, adaptan métodos narrativos similares a los del simbolismo hindú. A su vuelva a Inglaterra se dedicó brevemente a pintar con un lenguaje formal abstracto antes de pasar a la escultura minimalista, y más tarde, a la fotografía, al cine y al collage. 
Pese a su continuo interés por experimentar con distintos medios, durante los años sesenta mantuvo un fuerte compromiso con temáticas políticas y sociales. En 1979 volvió al arte pictórico como actividad principal, en un principio tomando como base para sus cuadros imágenes extraídas de la publicidad y de los medios de comunicación, tal como había hecho en sus primeras obras pop y en sus collages posteriores. En 1980 se trasladó a Houston, Texas donde no tardó en encontrar una fecunda veta de imágenes nuevas en su entorno inmediato. Una de sus reacciones más divertidas y destacables a la influencia del nuevo entorno, fue una serie de pinturas que plasmaban vaqueros desnudos. Durante toda esta década, antes de su vuelta a Inglaterra, elaboró su nueva iconografía con buenas dosis de humor y de cariño, aunque también con la distancia y visión irónica de un propias extranjero. Los temas Norteamericanos de la primera etapa de Dossier como artista pop, volvieron a aparecer en escena dos décadas después con un matiz nuevo, enriquecidos por su experiencia personal. A finales de 1990, Boshier volvió a trasladarse a Estados Unidos, esta vez a los Ángeles, donde realizó una serie de cuadros que recuperaban temas e imágenes de las obras de su etapa de formación en el arte pop.